# Polycyrtus univittatus
Polycyrtus univittatus là một loài tò vò trong họ Ichneumonidae.